# Goodbye (Gene Ammons)
Goodbye è l'ultimo album realizzato da Gene Ammons, pubblicato dalla Prestige Records nel 1975, dopo la morte del sassofonista.

## Tracce
Lato A
1. Out in the Sticks – 6:27 (Cannonball Adderley) – Registrato il 18 marzo 1974 a New York
2. Alone Again (Naturally) – 5:55 (Gilbert O'Sullivan) – Registrato il 18 marzo 1974 a New York
3. It Doesn't Mean a Thing – 5:38 (Duke Ellington, Irving Mills) – Registrato il 19 marzo 1974 a New York

Lato B
1. Jeannine – 6:27 (Duke Pearson) – Registrato il 18 marzo 1974 a New York
2. Geru's Blues – 7:34 (Gene Ammons) – Registrato il 19 marzo 1974 a New York
3. Goodbye – 4:32 (Gordon Jenkins) – Registrato il 20 marzo 1974 a New York

## Musicisti
- Gene Ammons - sassofono tenore
- Gary Bartz - sassofono alto
- Nat Adderley - cornetta
- Kenny Drew - pianoforte
- Sam Jones - contrabbasso
- Louis Hayes - batteria
- Ray Barretto - congas (tranne nel brano: B3)[3]